# Dzintars Zirnis
Dzintars Zirnis (Riga, 25 de abril de 1977) é um ex-futebolista letão que jogava como lateral-esquerdo.

## Carreira
Jogou a maior parte de sua carreira no Liepājas Metalurgs, entre 1997 e 2013; pelo clube, foram 403 jogos e 7 gols, além de te sido bicampeão nacional e obtendo o título da Copa Letã em 2007. Atuou também por FK Pārdaugava, FK Kvadrats Rīga, ASK-Flaminko Rīga, FK Olaine e FK 1625 Liepāja, pelo qual se aposentou em 2015, aos 38 anos.

## Seleção Letã
Pela Seleção Letã, Zirnis fez sua estreia em agosto de 1997, contra o Azerbaijão.
O ponto alto de sua carreira internacional foi na Eurocopa de 2004, a única disputada por seu país, e pelo qual atuou em 2 jogos, contra Alemanha (entrou no último minuto dos acréscimos) e República Tcheca, ficando no banco de reservas contra os Países Baixos.
Seu último jogo pela Letônia foi num amistoso contra a China, em novembro de 2010. Foram, no total, 68 partidas e nenhum gol pela seleção.

## Títulos
FK Liepājas Metalurgs
- Virslīga: 3 (2005 e 2009)
- Copa Letã: 1 (2006)
- Copa Báltica: 1 (2007)